# Paramyrmosa
Paramyrmosa (лат.) — род ос-немок из подсемейства Myrmosinae.

## Распространение
Палеарктика. Европа, Северная Африка (Тунис), Северная Евразия, Закавказье, Сибирь, Дальний Восток России, Китай, Монголия.

## Описание
Мелкие пушистые осы (менее 1 см). Жвалы с 2 зубцами по внутреннему краю.
В задней части голова удлинённая (позади глаз). Глаза опушенные. Предположительно, как и близкие виды паразитоиды пчёл и ос.

## Систематика
Около 10 рецентных видов.
- Paramyrmosa bischoffi  (Invrea, 1952)
- Paramyrmosa brunnipes  (Lepelletier, 1845)
- Paramyrmosa hispanica  Suárez, 1980
- Paramyrmosa myrmillicephala  (Skorikov, 1935)
- Paramyrmosa pulla (Nylander, 1847)
- Paramyrmosa punica  Suárez, 1979 (Северная Африка: Тунис)
- Paramyrmosa radoszkowskyi  (Saussure, 1880) typus
- Paramyrmosa sbuiaensis  (Giner, 1945) (Северная Африка: Западная Сахара)